# Saint-Bonnet-Avalouze
Saint-Bonnet-Avalouze è un comune francese di 207 abitanti situato nel dipartimento della Corrèze nella regione della Nuova Aquitania.

## Società

### Evoluzione demografica
Abitanti censiti